# Campeonato Mundial de Atletismo de 2009 - Salto com vara masculino
O salto com vara masculino do Campeonato Mundial de Atletismo de 2009 ocorreu entre 20 e 22 de agosto no Olympiastadion, em Berlim.

## Recordes
Antes desta competição, os recordes mundiais e do campeonato nesta prova eram os seguintes:
| Tipo                  | Atleta        | Altura | Local     | Data                | Ref |
| --------------------- | ------------- | ------ | --------- | ------------------- | --- |
|                       | Sergey Bubka  | 6,14   | Sestriere | 31 de julho de 1994 | ver |
| Recorde do campeonato | Dmitri Markov | 6,05   | Edmonton  | 9 de agosto de 2001 | ver |

## Medalhistas
| Ouro                | Prata               | Bronze                  |
| Steven Hooker (AUS) | Romain Mesnil (FRA) | Renaud Lavillenie (FRA) |

## Resultados

### Eliminatórias
Estes são os resultados das eliminatórias. Os 35 atletas inscritos foram divididas em dois grupos, se classificando para a final os saltadores que atingissem 5,75m (Q) ou, no mínimo, doze atletas (q).

#### Grupo A
| Pos. | Atleta                     | 5.25 | 5.40 | 5.55 | 5.65 | Res.     | Nota                 |
| ---- | -------------------------- | ---- | ---- | ---- | ---- | -------- | -------------------- |
| 1    | AUS Steven Hooker          | -    | -    | -    | o    | 5.65 (q) |                      |
| 2    | FRA Romain Mesnil          | -    | -    | xo   | o    | 5.65 (q) |                      |
| 2    | UKR Maksym Mazuryk         | -    | o    | xo   | o    | 5.65 (q) |                      |
| 4    | FRA Damiel Dossévi         | -    | o    | o    | xo   | 5.65 (q) |                      |
| 5    | ITA Giuseppe Gibilisco     | -    | o    | o    | xxo  | 5.65 (q) |                      |
| 6    | GER Malte Mohr             | -    | -    | xo   | xxo  | 5.65 (q) |                      |
| 6    | RUS Aleksandr Gripich      | o    | o    | xo   | xxo  | 5.65 (q) |                      |
| 8    | USA Derek Miles            | -    | -    | o    | xxx  | 5.55 (q) |                      |
| 9    | USA Jeremy Scott           | -    | o    | xo   | xxx  | 5.55     |                      |
| 10   | GRE Konstadínos Filippídis | o    | o    | xxo  | xxx  | 5.55     |                      |
| 11   | KOR Yoo Suk Kim            | xo   | o    | xxo  | xxx  | 5.55     | Recorde da temporada |
| 11   | RUS Igor Pavlov            | -    | xo   | xxo  | xxx  | 5.55     |                      |
| 13   | BUL Spas Bukhalov          | -    | xo   | -    | xxx  | 5.40     |                      |
| 13   | CZE Jan Kudlicka           | -    | xo   | xxx  |      | 5.40     |                      |
| 13   | GBR Luke Cutts             | -    | xo   | xxx  |      | 5.40     |                      |
| 16   | ISR Yavgeniy Olhovsky      | xo   | xo   | xxx  |      | 5.40     |                      |
| 17   | JPN Takafumi Suzuki        | xo   | xxx  |      |      | 5.25     |                      |
|      | SWE Jesper Fritz           | -    | x    |      |      | NM       |                      |

#### Grupo B
| Pos. | Atleta                   | 5.25 | 5.40 | 5.55 | 5.65 | Res.     | Nota                 |
| ---- | ------------------------ | ---- | ---- | ---- | ---- | -------- | -------------------- |
| 1    | FRA Renaud Lavillenie    | -    | o    | o    | o    | 5.65 (q) |                      |
| 1    | GER Alexander Straub     | -    | -    | o    | o    | 5.65 (q) |                      |
| 3    | GBR Steven Lewis         | -    | o    | xo   | xxo  | 5.65 (q) |                      |
| 4    | SWE Alhaji Jeng          | -    | xo   | xxo  | xxo  | 5.65 (q) | Recorde da temporada |
| 5    | BEL Kevin Rans           | -    | o    | o    | xxx  | 5.55 (q) |                      |
| 5    | JPN Daichi Sawano        | -    | -    | o    | xxx  | 5.55 (q) |                      |
| 5    | RUS Viktor Chistiakov    | -    | -    | o    | xxx  | 5.55 (q) |                      |
| 8    | GER Björn Otto           | -    | xo   | xxo  | xxx  | 5.55     |                      |
| 9    | UZB Leonid Andreev       | xxo  | o    | xxo  | xxx  | 5.55     |                      |
| 10   | FIN Eemeli Salomäki      | o    | o    | xxx  |      | 5.40     |                      |
| 10   | POL Lukasz Michalski     | -    | o    | xxx  |      | 5.40     |                      |
| 12   | USA Toby Stevenson       | -    | xo   | xxx  |      | 5.40     |                      |
| 13   | SLO Jurij Rovan          | xo   | xo   | xxx  |      | 5.40     |                      |
| 14   | UKR Denys Fedas          | o    | xxx  |      |      | 5.25     |                      |
|      | BRA Fábio Gomes da Silva | -    | xxx  |      |      | NM       |                      |
|      | UKR Oleksandr Korchmid   | -    | xxx  |      |      | NM       |                      |
|      | USA Brad Walker          |      |      |      |      | DNS      |                      |

### Final
Estes são os resultados da final:
| Pos.              | Atleta                 | 5.50 | 5.65 | 5.75 | 5.80 | 5.85 | 5.90 | 5.95 | Res. | Notas                |
| ----------------- | ---------------------- | ---- | ---- | ---- | ---- | ---- | ---- | ---- | ---- | -------------------- |
| Medalha de ouro   | AUS Steven Hooker      | -    | -    | -    | -    | x-   | o    | -    | 5.90 |                      |
| Medalha de prata  | FRA Romain Mesnil      | o    | o    | x-   | o    | o    | x-   | xx   | 5.85 | Recorde da temporada |
| Medalha de bronze | FRA Renaud Lavillenie  | o    | o    | xxo  | o    | x-   | x-   | x    | 5.80 |                      |
| 4                 | UKR Maksym Mazuryk     | o    | xo   | o    | x-   | xx   |      |      | 5.75 |                      |
| 5                 | RUS Aleksandr Gripich  | o    | xxo  | o    | xxx  |      |      |      | 5.75 | Recorde pessoal      |
| 6                 | FRA Damiel Dossévi     | o    | o    | xo   | xxx  |      |      |      | 5.75 | Recorde pessoal      |
| 7                 | GBR Steven Lewis       | xo   | xo   | xxx  |      |      |      |      | 5.65 |                      |
| 7                 | GER Alexander Straub   | xo   | xo   | xxx  |      |      |      |      | 5.65 |                      |
| 7                 | ITA Giuseppe Gibilisco | xo   | xo   | xx-  | x    |      |      |      | 5.65 |                      |
| 10                | JPN Daichi Sawano      | o    | xxx  |      |      |      |      |      | 5.50 |                      |
| 10                | RUS Viktor Chistiakov  | o    | xxx  |      |      |      |      |      | 5.50 |                      |
| 12                | BEL Kevin Rans         | xo   | xxx  |      |      |      |      |      | 5.50 |                      |
| 12                | SWE Alhaji Jeng        | xo   | xxx  |      |      |      |      |      | 5.50 |                      |
| 14                | GER Malte Mohr         | xxo  | xxx  |      |      |      |      |      | 5.50 |                      |
|                   | USA Derek Miles        | xxx  |      |      |      |      |      |      | NM   |                      |

- o = Salto bem sucedido
- x = Salto mal sucedido

Legenda
| Recorde mundial       | Recorde mundial (World record)               |                       | Recorde africano                      | Recorde africano (African) |                                           | Q | Classificado por posição (Qualified) |
| Recorde do campeonato | Recorde do campeonato (Championship record)  | Recorde da América    | Recorde da América (Americas)         | q                          | Classificado por melhor tempo (Qualified) |   |                                      |
| Melhor marca do ano   | Melhor marca do ano (World leading)          | Recorde asiático      | Recorde asiático (Asian)              | DNS                        | Não largou (Did not start)                |   |                                      |
| Recorde nacional      | Recorde nacional (National record)           | Recorde europeu       | Recorde europeu (European)            | DNF                        | Não terminou (Did not finish)             |   |                                      |
| Recorde pessoal       | Recorde pessoal do atleta (Personal best)    | Recorde da Oceania    | Recorde da Oceania (Oceania)          | DSQ / DQ                   | Desclassificado (Disqualified)            |   |                                      |
| Recorde da temporada  | Recorde da temporada do atleta (Season best) | Recorde sul-americano | Recorde sul-americano (South America) | NM                         | Sem marca (No mark)                       |   |                                      |